# المالح (حبيش)

تعديل مصدري - تعديل

المالح هي إحدى قرى عزلة الذارحي بمديرية حبيش التابعة لمحافظة إب، بلغ تعداد سكانها 263 نسمة حسب تعداد اليمن لعام 2004.